# Ян-Кшиштоф Дуда
Ян-Кшиштоф Дуда (нар. 26 квітня 1998, Краків) — польський шахіст, гросмейстер з 2013 року (йому було 15 років 21 день). Переможець чемпіонату Польщі з шахів 2018 та Кубку світу із шахів 2021.
Його рейтинг на березень 2020 року — 2753 (15-те місце у світі, 1-ше у Польщі).

## Шахова кар'єра
В шахи навчився грати в 5 років. Незабаром почав досягати значних успіхів на національній і міжнародній арені. 2005 року виграв у Колобжезі чемпіонат Польщі серед юніорів до 8 років. У рейтинг-листі ФІДЕ дебютував 1 жовтня 2006 року. Того ж року здобув у Колобжезі бронзову медаль чемпіонату Польщі серед юніорів до 10 років 2007 і 2008 років. 2009 року в Лебі виграв чемпіонат країни в категорії до 12 років, а 2012 року в Солині ще один — в категорії до 18 років.

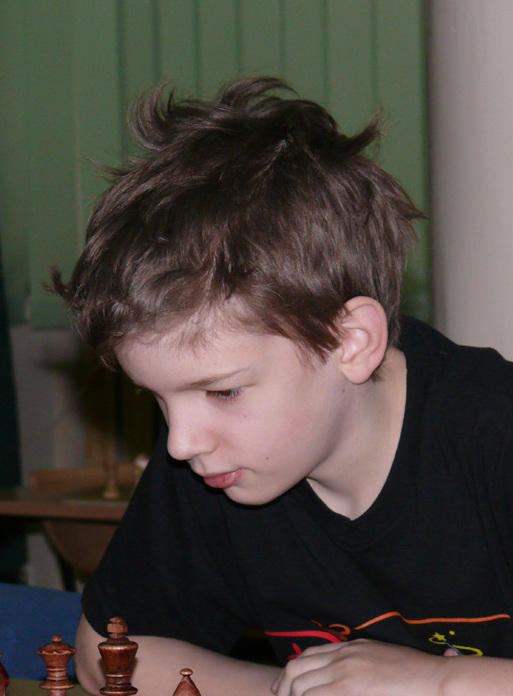
Ян-Кшиштоф Дуда,
Краків, 2009

Загалом на чемпіонаті Польщі серед юніорів у різних вікових категоріях здобув кілька десятків медалей, у класичних і швидких шахах, а також бліці).
2005 року в Зебніці здобув титул міжнародного чемпіона Німеччини до 8 років. 2008 року у Вунгтау виграв чемпіонат світу до 10 років. Чергового міжнародного успіху досягнув 2009 року в Антальї, де став віце-чемпіоном світу до 12 років. Того самого року посів 2-ге місце (позаду Матеуша Кузьоли) на Меморіалі Йозефа Домініка в Добчице. 2010 року під час чемпіонату світу серед юніорів до 20 років, який проходив у Хотовій здобув першу в кар'єрі перемогу над гросмейстером, яким був Ваутер Спулман. Того самого року в Порто-Каррасі здобув бронзову медаль чемпіонату світу до 12 року. У 2011 році поділив 2-ге місце (позаду Відмантаса Малішаускаса, разом з Александером Місьтою і Аркадьюшем Леньяртом) на міжнародному турнірі в Оструді. Того самого року в Албені став віце-чемпіоном Європи до 14 років. 2012 року поділив 1-it vscwt (разом з Яном Крейчі) в Оломоуці, виконавши першу гросмейстерську норму, а також у Празі став чемпіоном Європи в категорії до 14 років. У березні 2013 переміг на регулярному турнірі First Saturday у Будапешті, виконавши другу гросмейстерську норму. Дебютував у фіналі Чемпіонату Польщі 2013, посівши в Хожув 10-те місце. Третю гросмейстерську норму виконав 2013 року, під час чемпіонату Європи, який відбувся в Лігниці. Того самого року здобув у Мариборі золоту медаль командного чемпіонату Європи серед юніорів до 18 років. У 2013 році взяв участь у кубку світу, який відбувся в Тромсе, де в 1-му раунді поступився Василеві Іванчуку, а також посів 8-ме місце на чемпіонаті світу до 20 років, який відбувся в Коджаелі. У 2014 здобув у Варшаві бронзову медаль чемпіонату Польщі, посів 4-те місце на чемпіонаті світу до 20 років у Пуне. Того самого року у Вроцлаві здобув срібну медаль чемпіонату Європи з бліцу, а також переміг на чемпіонаті Європи зі швидких шахів.
Представляв Польщу на командних змаганнях, зокрема:  на шаховій олімпіаді (2014),  на командному чемпіонаті Європи (2013) і  на командному чемпіонаті Європи серед юніорів до 18 років (2013), вигравши у командному заліку золоту медаль.
1 липня 2017 року став першим польським юніором, який перетнув позначку 2700 пунктів, досягнувши найвищого рейтингу Ело у своїй кар'єрі (станом на вересень 2017).
Першим тренером Яна-Кшиштофа Дуди був Андрій Ірлик, а потім — Лешек Островський. Співпрацював також з Камілем Мітонєм і Єжи Костро.
У вересні 2019 року на кубку світу ФІДЕ поляк дійшов до 1/8 фіналу, де поступився американському шахісту Джеффрі Сюну на тай-брейку з загальним рахунком 3½ на 4½ очки.
У листопаді 2019 року дійшов до фіналу 3-го етапу «Гран-прі ФІДЕ», де програв на тайбрейку росіянину Олександрові Грищуку.
Наприкінці грудня 2019 року на чемпіонаті світу зі швидких та блискавичних шахів, що проходив у Москві, поляк посів:
 — 7-ме місце у турнірі зі швидких шахів, набравши 10 з 15 очок (+7-2=6),
 — 10-те місце у турнірі з блискавичних шахів, набравши 13½ очок з 21 можливого (+10-4=7).
У січні 2020 року Дуда з результатом 6½ очок з 13 можливих (+1-1=11) розділив 6—9 місця на турнірі 20-ї категорії «Tata Steel Chess Tournament», що проходив у Вейк-ан-Зеє.
У серпні 2021 року Дуда в ході Кубку світу з шахів переміг чемпіона світу Магнуса Карлсена в півфіналі, а в фіналі здобув перемогу над Сергієм Карякіним, пройшовши турнір без жодної поразки та ставши першим поляком, що переміг на цьому турніру. Пройшовши у фінал він отримав путівку в турнір претендентів 2022.

## Зміни рейтингу
| На цьому місці має відображатися графік чи діаграма, однак з технічних причин його відображення наразі вимкнено. Будь ласка, не видаляйте код, який викликає це повідомлення. Розробники вже працюють для того, щоби відновити штатне функціонування цього графіка або діаграми. | |
| | На цьому місці має відображатися графік чи діаграма, однак з технічних причин його відображення наразі вимкнено. Будь ласка, не видаляйте код, який викликає це повідомлення. Розробники вже працюють для того, щоби відновити штатне функціонування цього графіка або діаграми. |